# Heterocerus stankerus
Heterocerus stankerus is een keversoort uit de familie oevergraafkevers (Heteroceridae). De wetenschappelijke naam van de soort is voor het eerst geldig gepubliceerd in 1963 door Pacheco.